# فرودگاه بین‌المللی کت بای
فرودگاه بین‌المللی کت بای (به انگلیسی: Cat Bi International Airport) (به زبان بومی: Sân bay Quốc tế Cát Bi) یک فرودگاه همگانی با کد یاتا HPH است که یک باند فرود آسفالت دارد و طول باند آن ۲۴۰۲ متر است. این فرودگاه در کشور ویتنام قرار دارد و در ارتفاع ۴ متری از سطح دریا واقع شده‌است.

## شرکت‌های هواپیمایی و مقصدهای پروازی
| شرکت‌های هواپیمایی                    | مقصدهای پروازی                                                                   |
| ------------------------------------ | -------------------------------------------------------------------------------- |
| Jetstar Pacific Airlines             | دا نانگ، دانگ هوای، تان سون نهات                                                 |
| سیچوان ایرلاینز                      | بایون گوآنگجو                                                                    |
| ویت‌جت ایر اجرا توسط Thai Vietjet Air | سووارنابومی                                                                      |
| ویت‌جت ایر                            | بوون ما تووت, لین کنگ, دا نانگ، تان سون نهات، کام رانح، فو کوئوک, پلیکو، اینچئون |
| ویتنام ایرلاینز                      | دا نانگ، تان سون نهات، کام رانح                                                  |